# Маріка жовточерева
Ма́ріка жовточерева (Cinnyris jugularis) — вид горобцеподібних птахів родини нектаркових (Nectariniidae). Мешкає в Південно-Східній Азії і Австралазії. Виділяють низку підвидів.

## Опис
Довжина птаха становить 12 см. Нижня частина тіла у самців і самиць більшості підвидів є яскраво-жовтою, а спина — тьмяно-коричневою. Гоб, горло і верхня частина грудей у самців темно-синьо-чорні, металево-блискучі. Самці деяких підвидів, що мешкають на Філіппінах мають оранжеву смугу на грудях. Самці жовточеревих марік, що мешкають у Воллесії та на півночі Нової Гвінеї мають чорнувату нижню частину тіла, а ті, що мешкають на півдні Китаю на півночі В'єтнаму — світло-сіру. Хвіст зверху чорний, знизу білий. Дзьоб довгий, чорний, лапи чорні.

## Таксономія
В 1760 році французький зоолог Матюрен Жак Бріссон включив опис жовточеревої маріки до своєї книги "Ornithologie", описавши птаха за зразком, зібраним на Філіппінах. Він використав французьку назву Le petit grampereau des Philippines та латинську назву Certhia Philippensis Minor. Однак, хоч Бріссон і навів латинську назву, вона не була науковою, тобто не відповідає біномінальній номенклатурі і не визнана Міжнародною комісією із зоологічної номенклатури. Коли в 1766 році шведський натураліст Карл Лінней випустив дванадцяте видання своєї Systema Naturae, він доповнив книгу описом 240 видів, раніше описаних Бріссоном. Одним з цих видів була жовточерева маріка, для якої Лінней придумав біномінальну назву Certhia jugularis. Згодом жовточереву маріку перевели до роду Маріка (Cinnyris).

### Підвиди
Виділяють двадцять один підвид:
- C. j. andamanicus (Hume, 1873) — Андаманські острови;
- C. j. proselius Oberholser, 1923 — північні Нікобарські острови;
- C. j. klossi (Richmond, 1902) — центральні і південні Нікобарські острови;
- C. j. rhizophorae (Swinhoe, 1869) — південь і південний схід Китаю, Хайнань і північний В'єтнам;
- C. j. flammaxillaris (Blyth, 1845) — М'янма, Таїланд, центральний і південний Індокитай і північ Малайського півострова;
- C. j. ornatus Lesson, R, 1827 — центр і південь Малайського півострова, Суматра, Калімантан, Ява, Балі і Малі Зондські острови;
- C. j. polyclystus Oberholser, 1912 — острів Енгано;
- C. j. aurora (Tweeddale, 1878) — західні Філіппіни;
- C. j. obscurior Ogilvie-Grant, 1894 — північний Лусон;
- C. j. jugularis (Linnaeus, 1766) — Філіппіни (за винятком заходу, північного заходу і північного Лусону);
- C. j. woodi (Mearns, 1909) — архіпелаг Сулу;
- C. j. plateni (Blasius, W, 1885) — Сулавесі і сусідні острови;
- C. j. infrenatus Hartert, E, 1903 — Тукангбесі та інші острови на південний схід від Сулавесі;
- C. j. robustirostris (Mees, 1964) — острови Банґґаї[en] і Сула[en];
- C. j. teysmanni Büttikofer, 1893 — острови моря Флорес;
- C. j. frenatus (Müller, S, 1843) — північні Молуккські острови, Нова Гвінея (за виняком півночі), острови Ару і північно-східна Австралія;
- C. j. buruensis Hartert, E, 1910 — острів Буру;
- C. j. clementiae Lesson, R, 1827 — південні Молуккські острови (за винятком острова Буру);
- C. j. keiensis Stresemann, 1913 — острови Кай[en];
- C. j. idenburgi Rand, 1940 — північ Нової Гвінеї;
- C. j. flavigastra (Gould, 1843) — архіпелаг Бісмарка і Соломонові острови.

## Поширення і екологія
Жовточереві маріки поширені від М'янми і південного Китаю до Соломонових островів і північно-східної Австралії. Вони живуть у вологих рівнинних тропічних лісах і чагарникових заростях, в мангрових лісах, на луках, пасовищах, полях, плантаціях, в парках і садах.

## Поведінка
Жовточереві маріки живляться нектаром, комахами і павуками. Сезон розмноження триває з квітня по серпень в Північній півкулі та з серпня по січень в Південній півкулі. Під час сезону розмноження самці демонструють агресивну територіальну поведінку. Гніздо мішечкоподібне з бічним входом. В кладці 1-2 блакитнувато-зелених яйця. Інкубаційний період триває близько 2 тижнів. Пташенята покидають гніздо через 2-3 тижні після вилуплення.

## Галерея

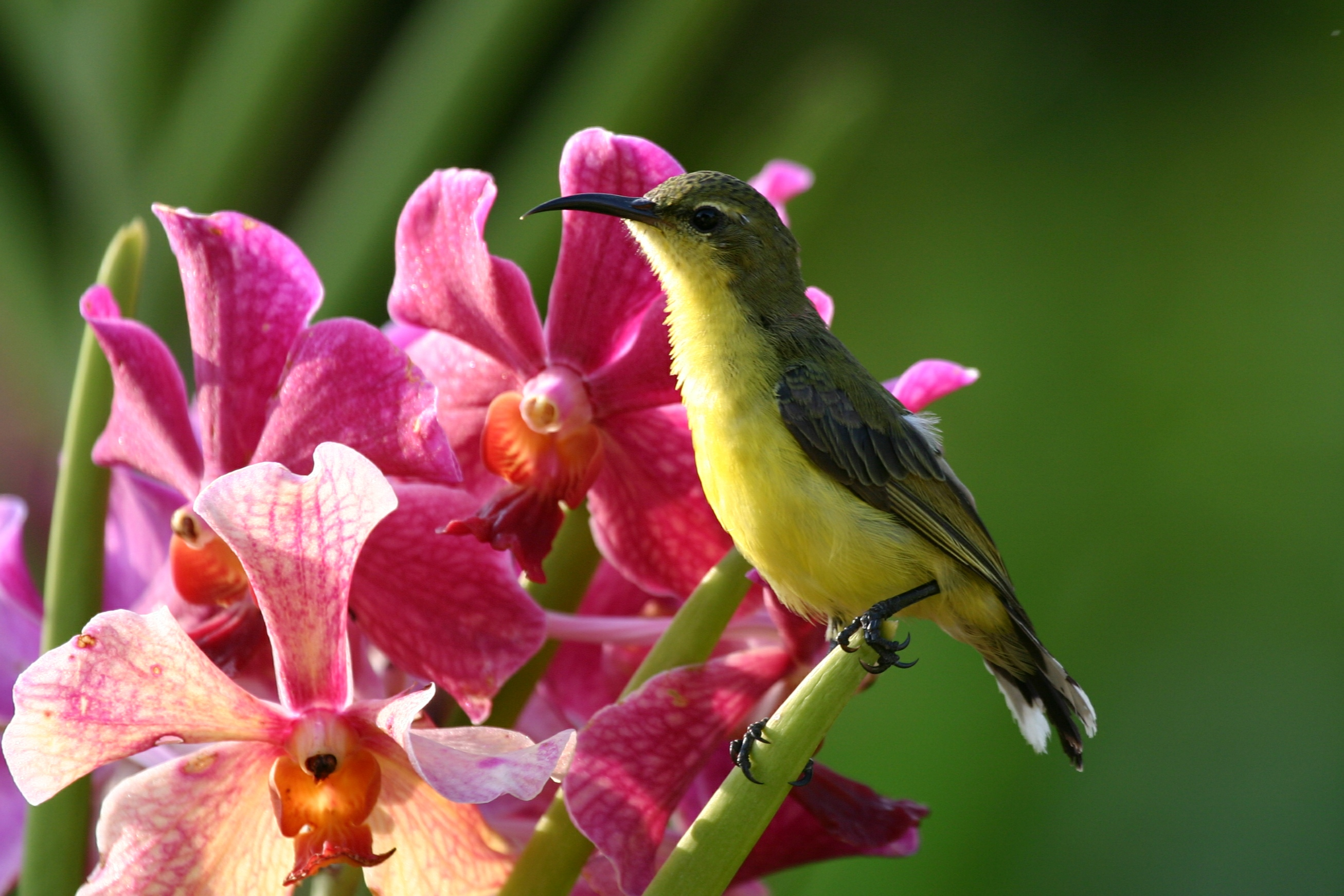
Самиця жовточеревої маріки (Філіппіни)
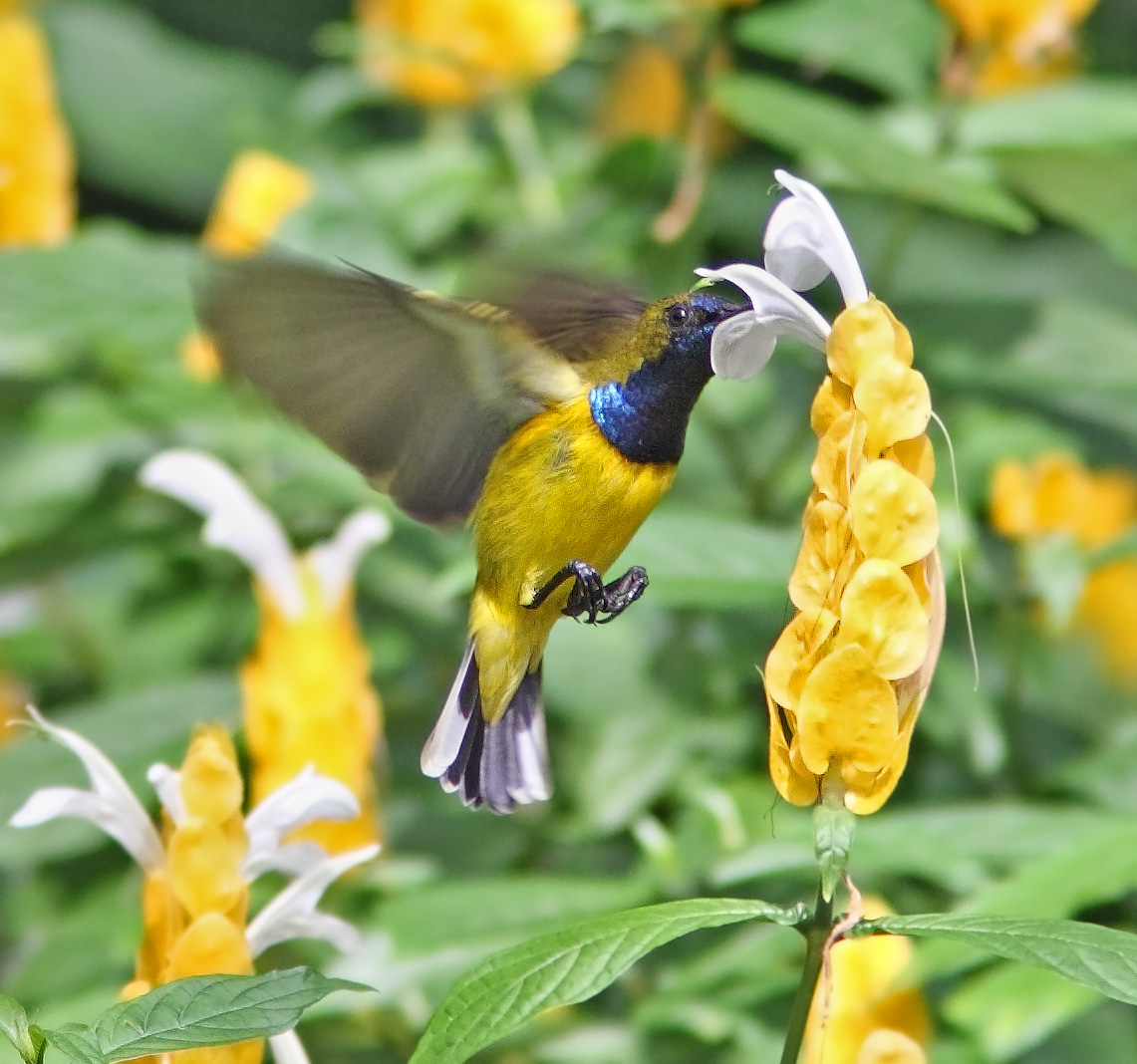
Самець живится нектаром
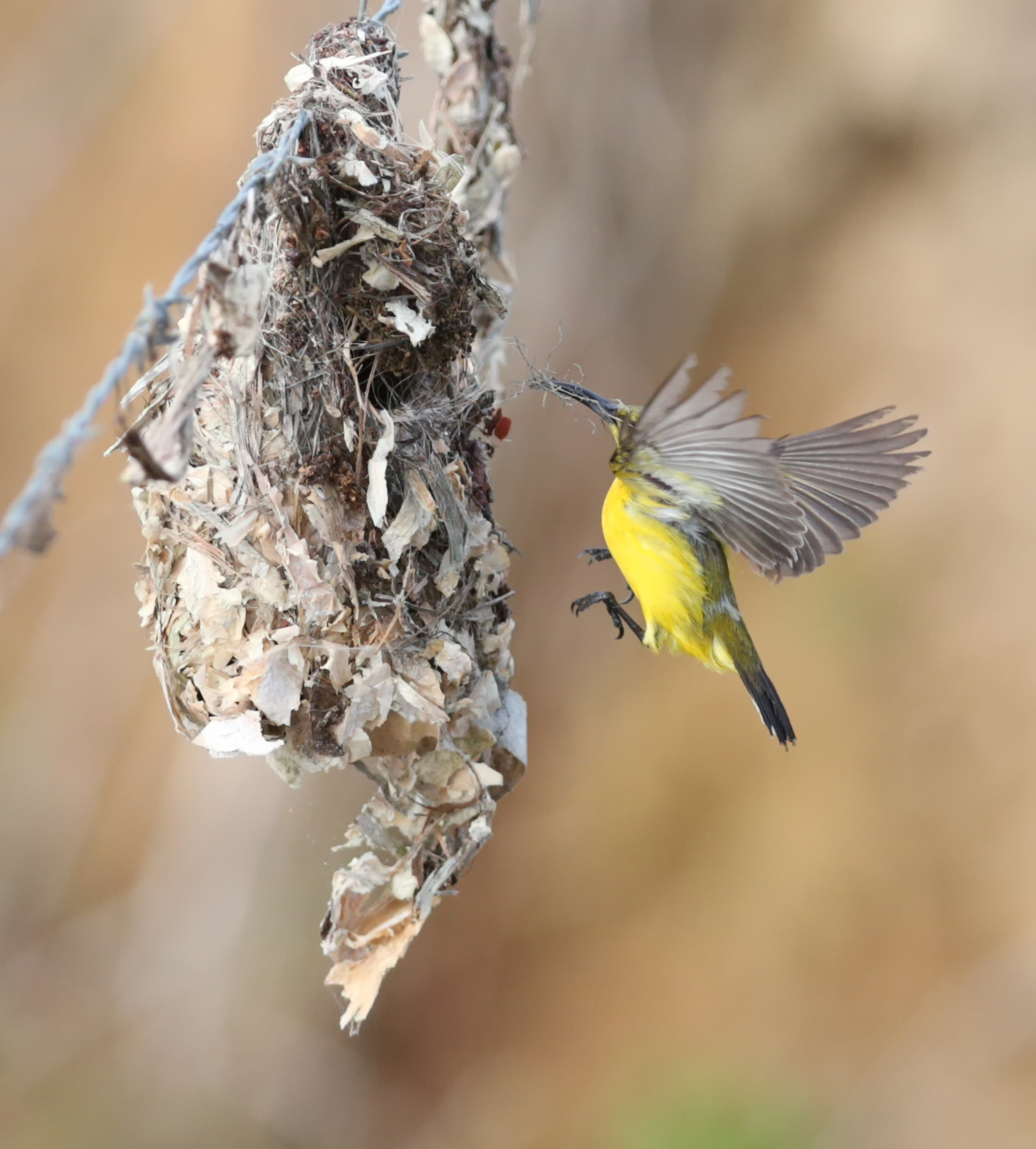
Самиця поблизу гнізда
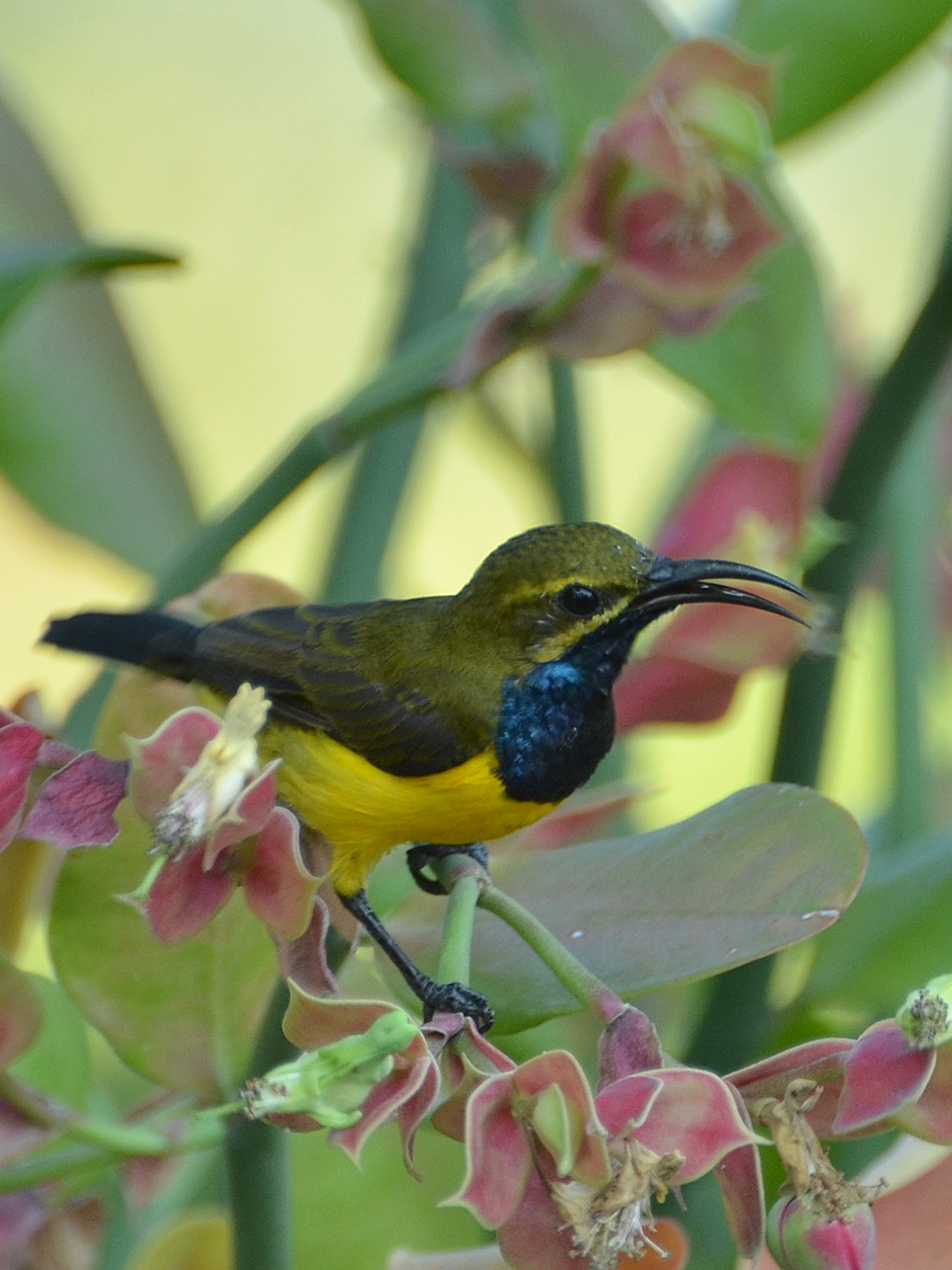
Самець жовточеревої маріки (підвид C. j. plateni, Манадо)
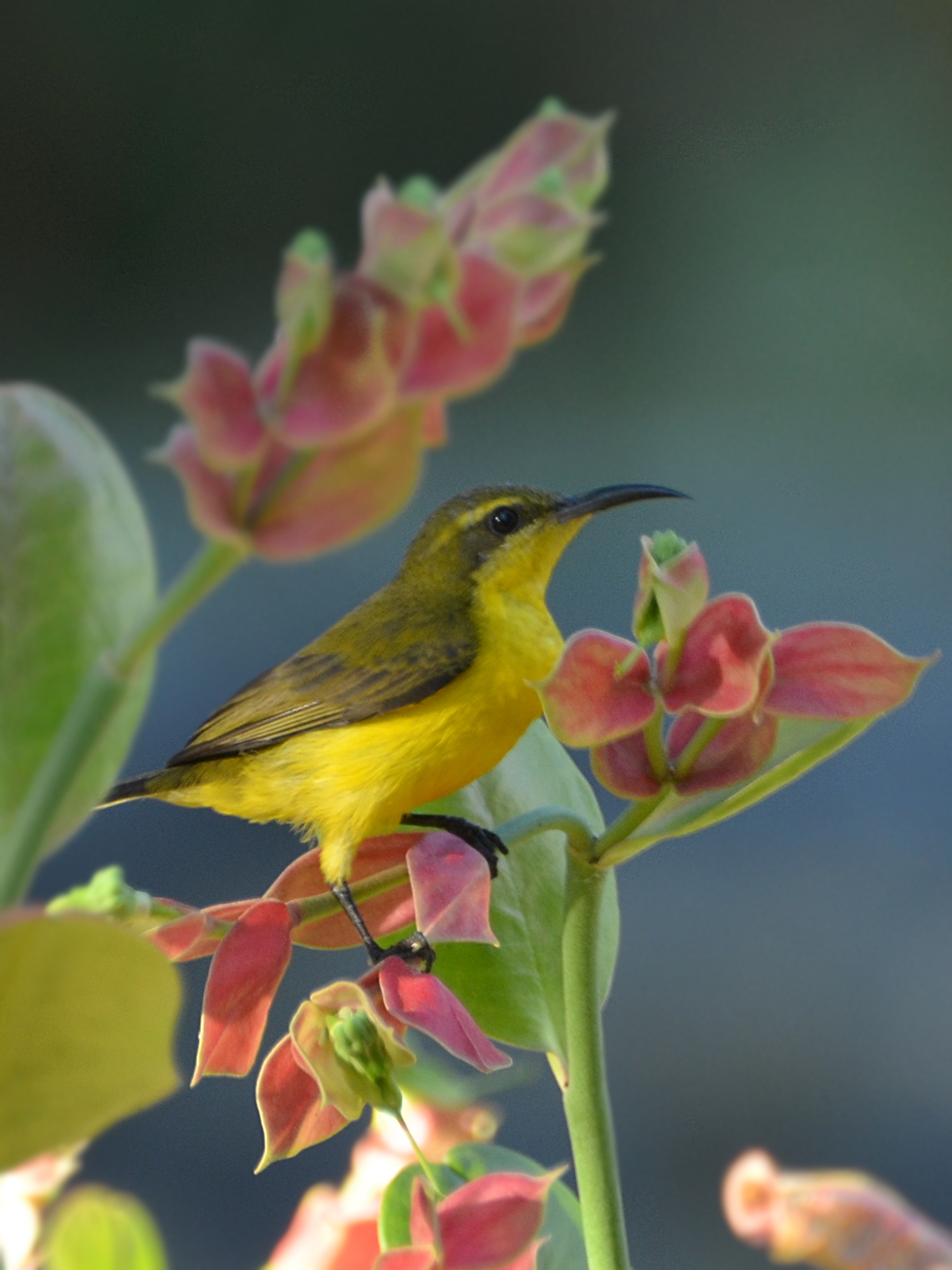
Самиця жовточеревої маріки (підвид C. j. plateni, Манадо)
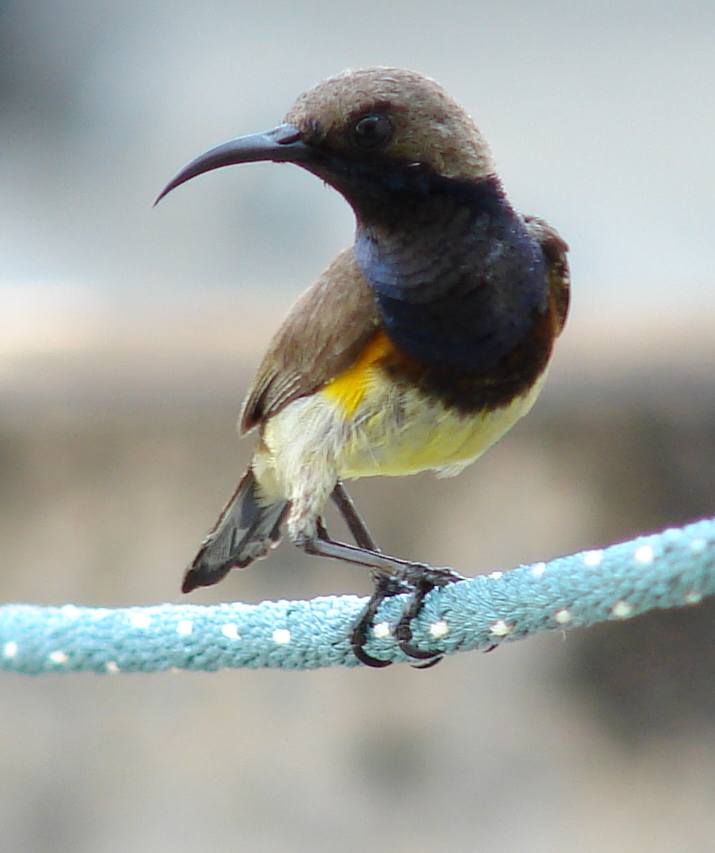
Самець жовточеревої маріки (Пенанг, Малайзія)